# Małgorzata Pepłowska
Małgorzata Pepłowska, z domu Rychlik (ur. 7 października 1960 w Węgrowie) – polska artystka ludowa i tkaczka. Mieszka we wsi Ruchna pod Węgrowem. Specjalizuje się w tkactwie dwuosnowowym oraz wycinankach z opłatka.

## Życie zawodowe
Naukę wykonywania tkanin dwuosnowowych rozpoczęła w 1978 roku. Była uczennicą słynnej Haliny Fijołek, która z kolei uczyła się od słynnej węgrowskiej tkaczki Dominiki Bujnowskiej. W 1980 ukończyła swój pierwszy samodzielny projekt, pod tytułem Gospodyni. Do 1994 roku współpracowała z cepeliowską spółdzielnią rękodzielniczą „Podlaska” w Węgrowie. 
W 1997 spółdzielnia uległa rozwiązaniu. W 1999 za namową etnografki Marii Koc Pepłowska odkupiła stare krosna i rozpoczęła pracę na własny rachunek. 
W 2005 roku otwarta została pierwsza indywidualna wystawa artystki, w liwieckim zamku. Prowadziła warsztaty w Państwowym Muzeum Etnograficznym w Warszawie. 
W 2014 roku jej praca zaprezentowana została na wystawie polskiego wzornictwa w Nowym Jorku. 
Obecnie pracuje jako instruktorka tkactwa regionalnego w Miejskiej Bibliotece Publicznej w Węgrowie. W Muzeum Tkaniny Podlaskiej znajdującym się w bibliotece prowadzi warsztaty rzemieślnicze oraz pokazy tkactwa dwuosnowego.

### Techniki rzemieślnicze
- tkactwo dwuosnowowe
- wycinanki z opłatka płaskie i przestrzenne
- palmy wielkanocne

### Tematyka prac
- sceny biblijne[7]
- tradycje środowiska wiejskiego[2]
- przyroda[2]
- zabytki ziemi węgrowskiej[2]
- legendy ziemi węgrowskiej[1]

### Nagrody
Małgorzata Pepłowska była wielokrotnie nagradzana i wyróżniana za swoją działalność artystyczną. W 2013 roku została laureatką Nagrody im. Oskara Kolberga. 29 listopada 2019 roku została odznaczona Złotym Krzyżem Zasługi.

## Życie osobiste
Posiada dwójkę dorosłych dzieci.